# José Gómez Abad

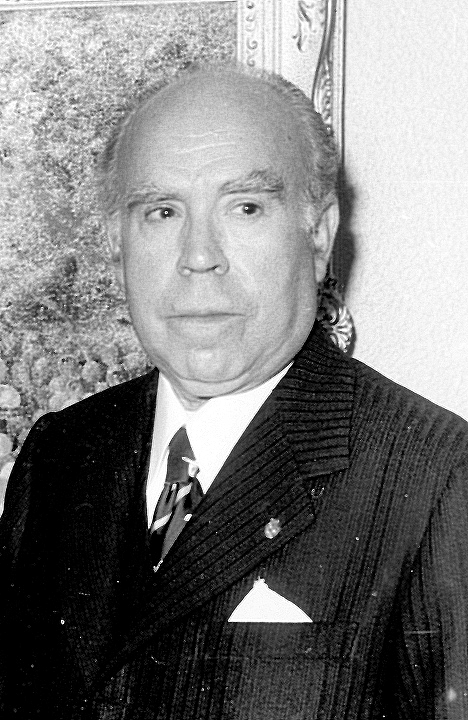
José Gómez Abad

José Gómez Abad (* 29. Januar 1904 in Pechina, Spanien; † 13. März 1993 in Almería, Spanien) war ein spanischer Maler. Gómez Abad war Autodidakt und bekannt für seine Erforschung von Stillleben sowie für seine enge Verbindung zur ländlichen Umgebung. Als aktives Mitglied der Indaliano-Bewegung hinterließ er bedeutende Spuren in der spanischen Kunstszene.

## Leben
José Gómez Abad ist das zweite von vier Kindern von Jacinto Gómez García, einem kleinen Landbesitzer, der Orangen anbaute, bevor er nach dem Krieg in der Bank arbeitete, und Francisca Abad Verdegay. Seine Geschwister sind Constantino, Julio und María Virginia. Er wuchs in einem kultivierten Haushalt auf, in dem das Lesen einen wichtigen Platz einnahm. Schon in jungen Jahren zeigte er ein starkes Interesse am Zeichnen, ein Hobby, das seine Eltern förderten.
Mit elf Jahren schrieb er sich an einer Kunstakademie in der Altstadt von Almería sowie an der Escuela de Arte de Almería ein, wo er später auch unterrichtete. Obwohl er weitgehend Autodidakt blieb, legte diese Ausbildung den Grundstein für seine künstlerische Karriere.

### Künstlerische Entwicklung
1941 reiste er mit sechs Bildern nach Barcelona, die er in der Galerie Layetana ausstellte und deren Verkauf es ihm ermöglichte, sich ganz der Malerei zu widmen. In Almería folgten weitere Ausstellungen zu den Themen Stillleben, Blumen und Landschaften. In den 1940er Jahren genoss er in Barcelona bereits eine gewisse Unterstützung, so dass er häufig an Orten wie der Sala Augusta oder der Galerie Layetana ausstellte und zahlreiche Ausstellungen in anderen spanischen Städten organisierte, so dass er 1944 einen Preis auf der Nationalen Zeichenmesse in Granada gewann.

### Engagement Indaliano
1946 schloss er sich auf Einladung von Jesús de Perceval der Indaliano-Bewegung an. 1947 fand der erste Indaliano-Kongress in seiner Heimatstadt Pechina statt, wo auch die Academia Indaliana Artes y Bellas Letras de Almería gegründet wurde. Er nahm auch an der ersten Indaliana-Ausstellung des Museums für Moderne Kunst teil, die 1947 in Madrid stattfand.

### Anerkennung und Preise
In den 1950er, 1960er und 1970er Jahren stellte er abwechselnd in Barcelona, Almería und manchmal auch in Bilbao, Saragossa, Vitoria, Granada usw. aus. Die Ausstellungen seiner Werke in der Harvy-Galerie oder im Casino von Almería waren ein Erfolg und er genoss große Anerkennung in der Bevölkerung. Im Jahr 1990 ernannte ihn der Gemeinderat von Pechina zum hijo predilecto. 1991 erhielt er den vierten Jesús de Perceval-Preis für bildende Kunst und Architektur, der von der Casa de Almería in Barcelona ausgeschrieben wurde[3]..
Einige seiner Werke sind im Kunstmuseum von Almería ausgestellt, und die Calle Gomez Abad in der Ortschaft Cañada in Almería ist nach ihm benannt.

## Style
José Gómez Abad, artiste autodidacte, s'est spécialisé dans les natures mortes, lui valant le surnom de « peintre du raisin ». Tout au long de sa vie, il manifeste un profond attachement pour l'environnement rural, illustrant des tableaux de scènes des fermes d'Andarax, du quartier de La Chanca, du paysage de Níjar, et du désert de Tabernas. À titre de curiosité, il crée deux costumes de tauromachie et une Vierge de la Mar pour l'homme d'affaires José Artés de Arcos.
José Gómez Abad, ein autodidaktischer Künstler, spezialisierte sich auf Stillleben, was ihm den Spitznamen „Traubenmaler“ einbrachte. Zeit seines Lebens zeigte er eine tiefe Verbundenheit mit der ländlichen Umgebung und illustrierte Gemälde mit Szenen aus den Bauernhöfen von Andarax, dem Stadtteil La Chanca, der Landschaft von Níjar und der Wüste von Tabernas. Als Kuriosität entwarf er zwei Stierkampfkostüme und eine Virgen de la Mar für den Geschäftsmann José Artés de Arcos..

## Bibliografie
- Alberto F.Cerdera, El arte de la burguesía almeriense del XIX, Artikel erschienen in Novapolis.es, 5 mai 2010.
- J.García Bellver, Perceval, Viciana, Gómez Abad et Garzolini, Yugo, Almería, 1947.
- La UAL y la Diputación presentan una exposición sobre los maestros del Realismo, Artikel erschienen in Diezencultura.es le 29 avril 2010.
- Burguesía artística almeriense, Artikel erschienen in Ideal am 4. Mai 2010.